# Molophilus chiriquiensis
Molophilus chiriquiensis är en tvåvingeart som beskrevs av Alexander 1934. Molophilus chiriquiensis ingår i släktet Molophilus och familjen småharkrankar.
Artens utbredningsområde är Panama. Inga underarter finns listade i Catalogue of Life.